# Geschichte der Stadt Magdeburg
Die Geschichte der Stadt Magdeburg umfasst alle Epochen der deutschen Geschichte seit der fränkischen Zeit. Durch die zentrale Lage in Deutschland stand Magdeburg oft im Zentrum verschiedener Prozesse wie der Deutschen Ostsiedlung, des Fernhandels, der Reformation und Glaubenskriege, der Industrialisierung, der Zwangsarbeit im Nationalsozialismus und des Städtebaus in der DDR.

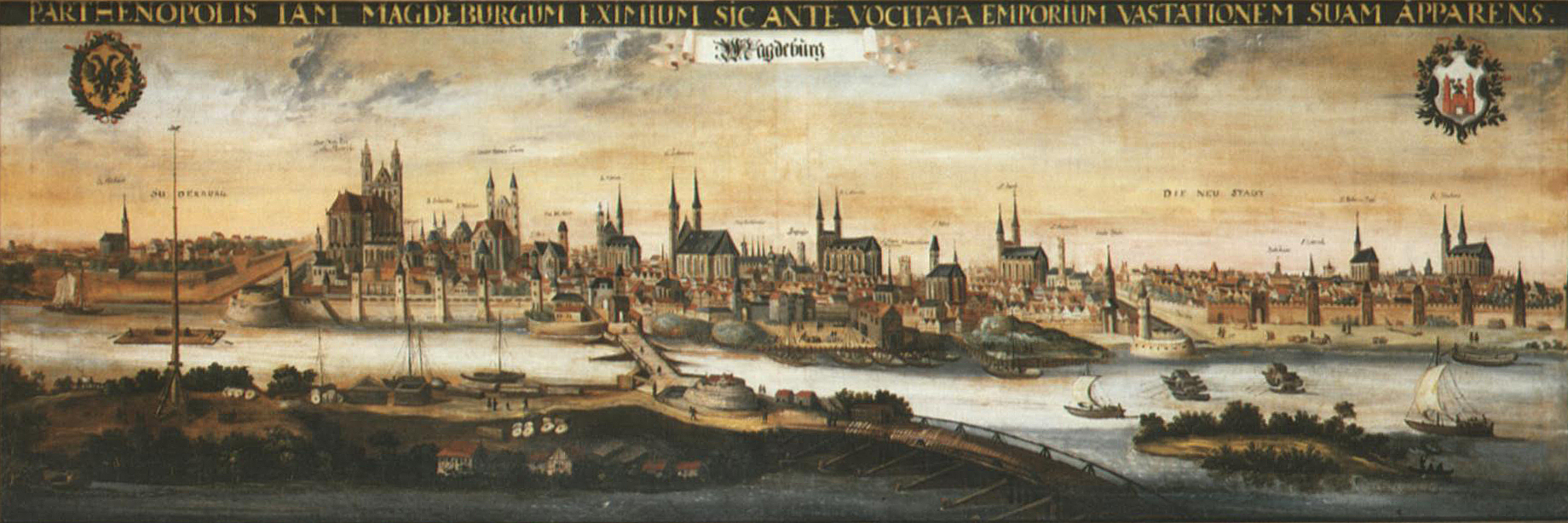
Magdeburg um 1600 (Öl auf Leinwand)

## Bedeutung und Herkunft des Namens
Ältere Formen des Namens Magdeburg lauten ad Magadoburg oder Magathaburg im 10. Jahrhundert. Das Grundwort Burg ist allseits vertraut. Im Bestimmungswort vermutet Jürgen Udolph (erstmals 1999) ein – nicht belegtes – germanisches Adjektiv *magaþ („groß, mächtig“), also „mächtige Burg“. Harald Bichlmeier (2010) zieht diese Hypothese in Zweifel.
Volksetymologisch galt seit dem Mittelalter die Herleitung von Magd („Jungfrau“,) die sich auch im Stadtwappen widerspiegelt. Aus dieser Deutung ergab sich ein Bezug zum Sagenkomplex um Parthenopolis (griech. „Jungfrauenburg“).

## Ur- und Frühgeschichte
Früheste Faustkeilfunde sind aus der frühen Saaleeiszeit vor etwa 150.000 Jahren datiert und weisen auf eine Besiedelung von Menschenformen vor dem modernen Homo sapiens hin.
Nachweise für sesshafte menschliche Anwesenheit im Magdeburger Raum finden sich seit der späten Weichsel-Eiszeit (etwa 15.000 v. Chr.). Während der neolithischen Linienbandkeramik wurde um 5400 v. Chr. das Gebiet durch Stämme der Donauländischen Kultur besiedelt. Der fruchtbare Lößboden, die Nähe von Wald und Wasser boten gute Bedingungen und das westliche Elbufer Schutz vor Hochwasser.

## Mittelalter

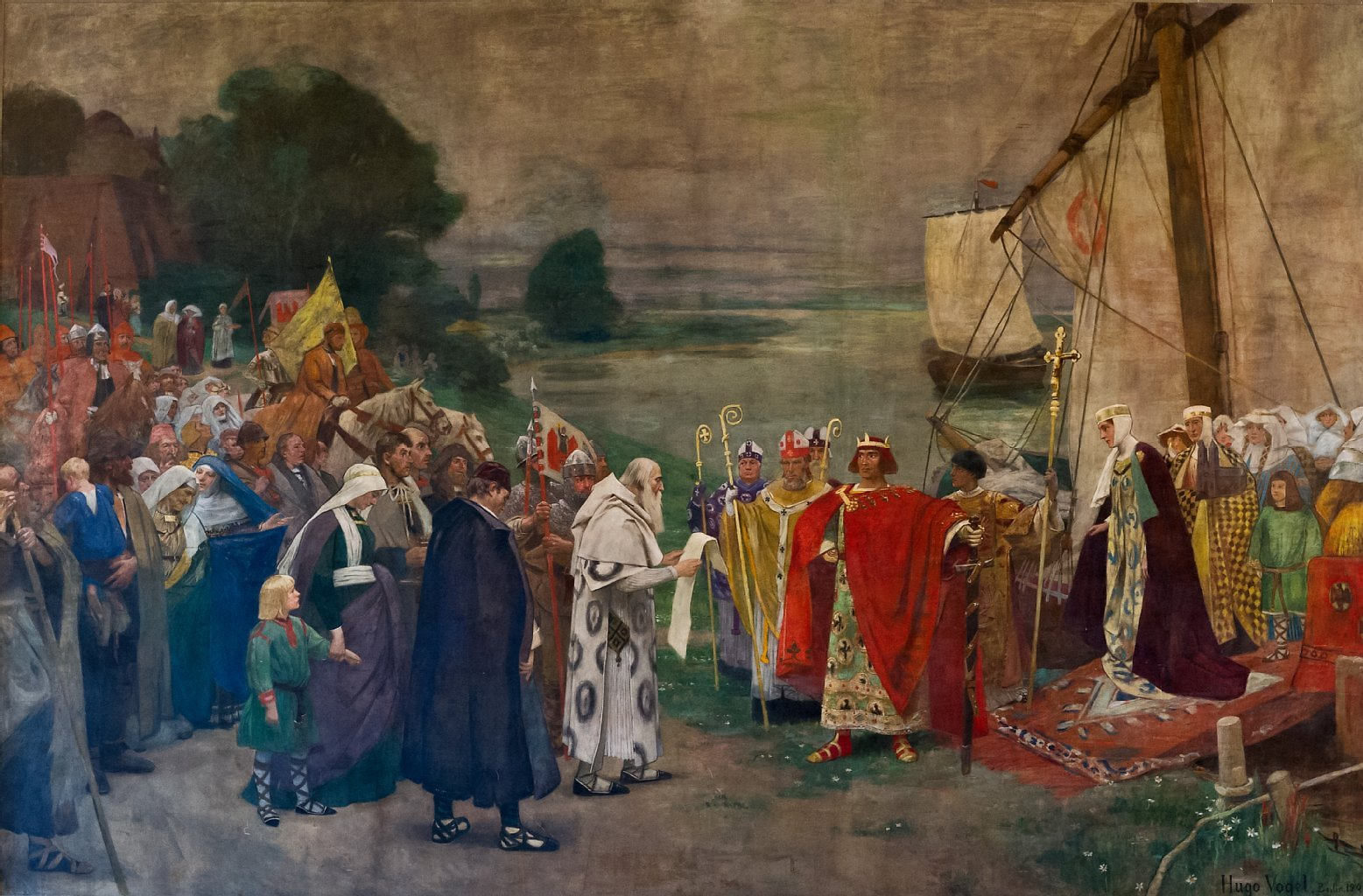
Otto der Große und seine Gattin Edith landen bei Magdeburg (Hugo Vogel 1898, Merseburger Ständehaus)

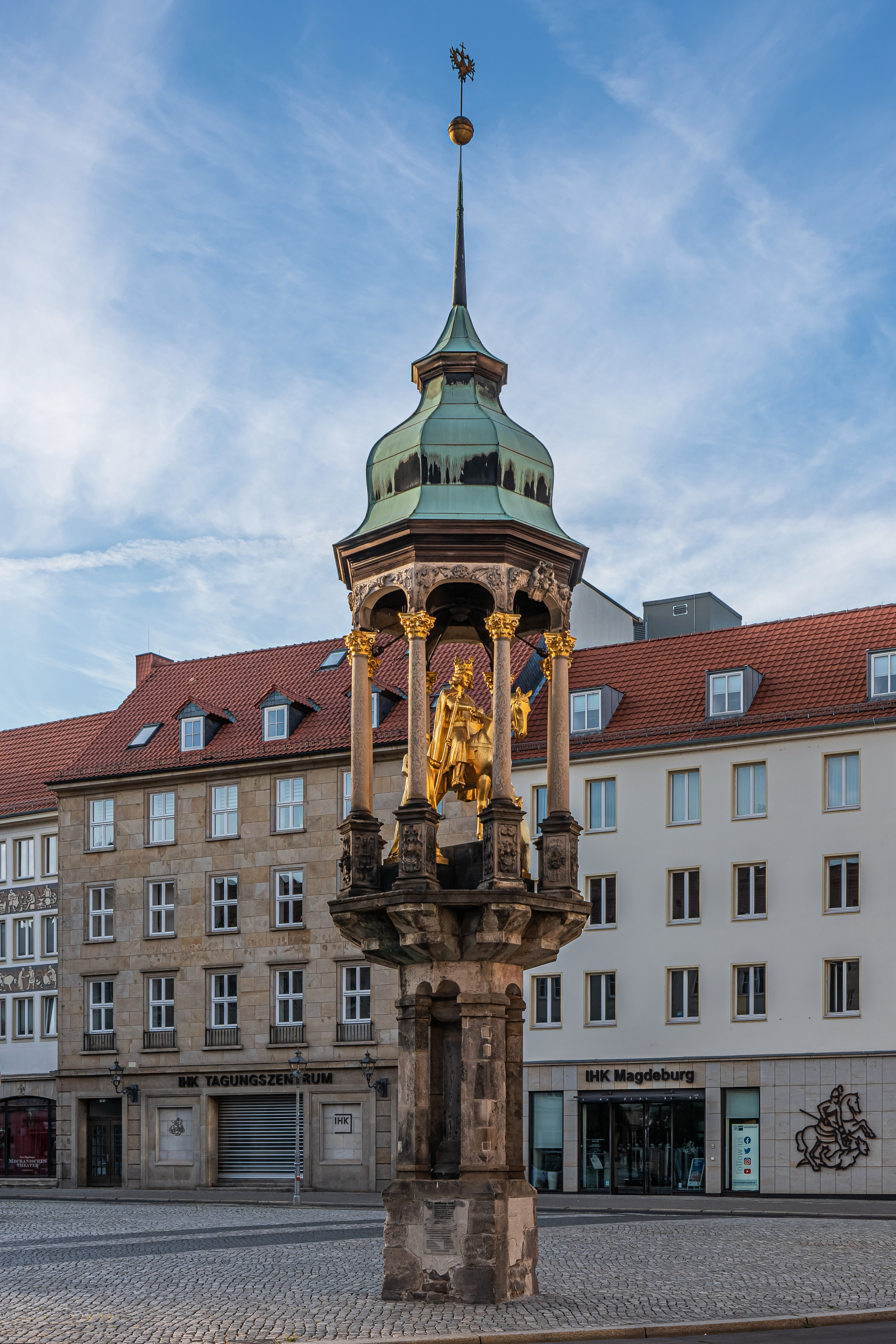
Nachbildung des Magdeburger Reiters

Archäologische Funde beweisen ein befestigtes Magdeburg lange vor der ersten Erwähnung der Stadt. Grabungen von Ernst Nickel und andere Archäologen entdeckten Teile eines Doppelgrabensystems mit Spitzgräben aus dem 5. bis 7. Jahrhundert.
Magdeburg wurde 805 erstmals im Diedenhofer Kapitular von Karl dem Großen als Magadoburg erwähnt und war Kaiserpfalz unter Kaiser Otto I. dem Großen. Die Magdeburger Elbfurt wurde gleichzeitig genutzt, um mit den östlich der Elbe lebenden Slawen Handel zu treiben. Die höchstwahrscheinlich mit oder bald nach dem Regierungsantritt Ottos I. in Magdeburg eingeführten Sachsenpfennige wurden hauptsächlich für den Slawenhandel geschlagen.
929 arrangierte Heinrich I. die Hochzeit seines Sohnes Otto I. mit Edith (Editha, Eadgyth), der Tochter Edwards des Älteren von Wessex. Bei der Hochzeit erhielt Edith Magdeburg als Morgengabe. 937 wurde eine Reichsversammlung unter Beteiligung von zwei Erzbischöfen, acht Bischöfen und höchsten säkularen Würdenträgern abgehalten. Zur selben Zeit wurde das Mauritiuskloster (Moritzkloster) zu Ehren des St. Mauritius gestiftet.
946 starb Königin Editha und wurde in der Klosterkirche, dem späteren Magdeburger Dom, beigesetzt. Otto heiratete danach Adelheid von Italien, die die Architektur Magdeburgs stark beeinflusste. Um 950 wurde das Bistum Brandenburg gegründet, das die Magdeburger Gebiete östlich der Elbe einfasste. 962 wurden Otto der Große und seine zweite Frau Adelheid mit der Kaiserkrone des Heiligen Römischen Reiches gekrönt. Infolge der Synode von Ravenna im Jahr 967 wurde Magdeburg im darauf folgenden Jahr zum Erzbistum erhoben. Der erste Erzbischof, Adalbert von Magdeburg, wurde später als Apostel der Slawen heiliggesprochen. Zur Kirchenprovinz gehörten die Bistümer Brandenburg, Havelberg, Meißen (bis 1399), Merseburg, Posen (bis etwa 1000), Zeitz-Naumburg und Lebus (erst ab 1420). 973 starb Kaiser Otto der Große. Er wurde neben seiner ersten Frau Editha beigesetzt. 995 schloss Otto III. Schlesien mit einem Patent dem Bistum Meißen an und unterstellte es dem Erzbistum Magdeburg.

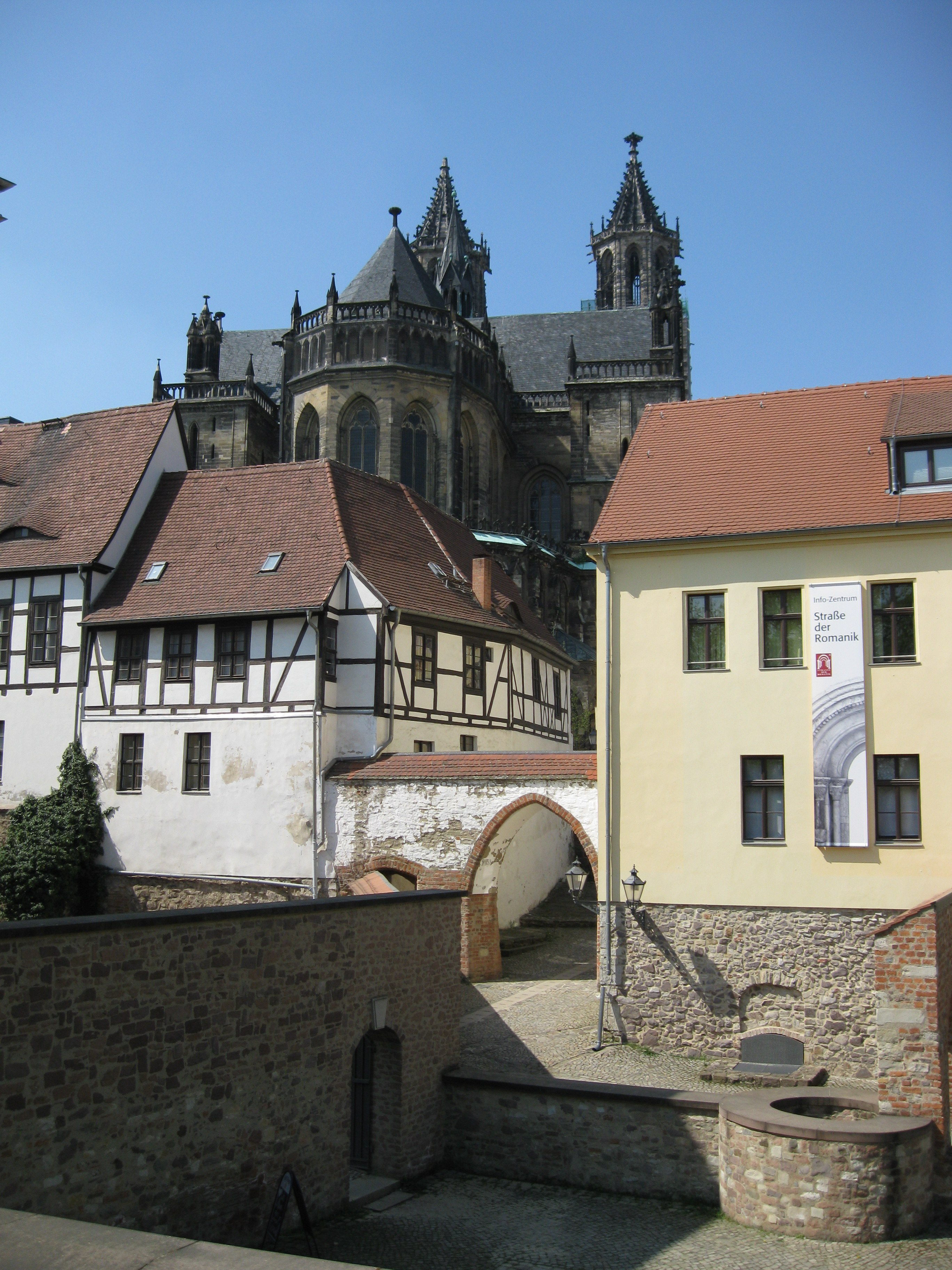
Letztes erhaltenes mittelalterliches Stadttor Magdeburgs von 1493

1035 wurde Magdeburg zur Messestadt erklärt. Ein Patent gab der Stadt das Recht, Handelsausstellungen und Konventionen abzuhalten. Besucher aus vielen Ländern trieben in Magdeburg Handel. So fand sich eine Magdeburger Silbermünze aus dem 11. Jahrhundert im Münzfund von Sandur auf den Färöern. Im Jahr 1126 wurde der später heiliggesprochene Norbert von Xanten Erzbischof von Magdeburg.
Juden wohnten in Magdeburg seit dem 10. Jahrhundert (965 erwähnt) und hatten ein eigenes Judendorf.
Das in Magdeburg entwickelte „Magdeburger Recht“ galt als praktisch, modern und vorbildlich und wurde deshalb in vielen Gebieten Mitteleuropas und Osteuropas übernommen. Erzbischof Wichmann verabschiedete 1188 für die Stadt Magdeburg das sogenannte „Privileg“ nach Magdeburger Recht. Im 13. Jahrhundert löste sich die Stadt vom Stadtherrn, dem Erzbischof von Magdeburg, doch konnte sie nie die völlige Freiheit erlangen. 1294 kauften die Bürger Magdeburgs dem Erzbischof jedoch die Ämter des Schultheiß und des Burggrafen ab und konnten diese Ämter fortan selbst besetzen. Damit begann in Magdeburg eine Art kommunaler Selbstverwaltung.
Magdeburg war im Mittelalter ein bedeutender Handelsort und Knotenpunkt. Eine Vielzahl wichtiger Fernverbindungen ging von der Stadt aus. So war beispielsweise die Heerstraße Magdeburg-Brandenburg die bedeutendste Verbindung nach Osten. Die Lüneburger Heerstraße verband Magdeburg mit den Städten im Norden. Magdeburgs Mitgliedschaft bei der Hanse ist nicht exakt auf ein Jahr festlegbar. In die Gemeinschaft der Kaufleute und Städte wuchs sie von Beginn an hinein. Geschätzt wird, dass Magdeburg Ende des 13. Jahrhunderts Mitglied der Hanse (seit 1295 nachweislich) wurde. Sie schloss sich den sächsischen Städtebünden von 1351, 1404 und 1416 an und entwickelte sich neben Braunschweig zum Vorort des Sächsischen Städtebundes. Aufgrund des Magdeburger Stapelrechts monopolisierte sich der Getreidehandel an der mittleren Elbe. Magdeburg galt wegen seiner zentralen Stellung im Kornhandel als „Brothaus der Hanse“. Fernbeziehungen hatte Magdeburg bis nach Nordfrankreich, Flandern, England, Polen, Russland, Schweden und Norwegen. 1666 löste sich der Bund der Hansestädte auf, erst 2003 wurde sie wieder Mitglied des Städtebundes Neue Hanse.
Um 1430 kam es zu militärischen Auseinandersetzungen zwischen Stadt und Erzbischof, die unter anderem das Konzil von Basel zu beenden versuchte. 1493 wies der judenfeindliche Erzbischof Ernst II. von Sachsen alle Juden aus dem Erzbistum aus. 1512 wurde das Erzstift dem Niedersächsischen Reichskreis zugeteilt. 1503 verlegte der Erzbischof seine Residenz nach Halle. Die Einführung der Reformation 1524 vertiefte die Gegensätze zwischen Stadt und Erzbistum weiter.

## Frühe Neuzeit

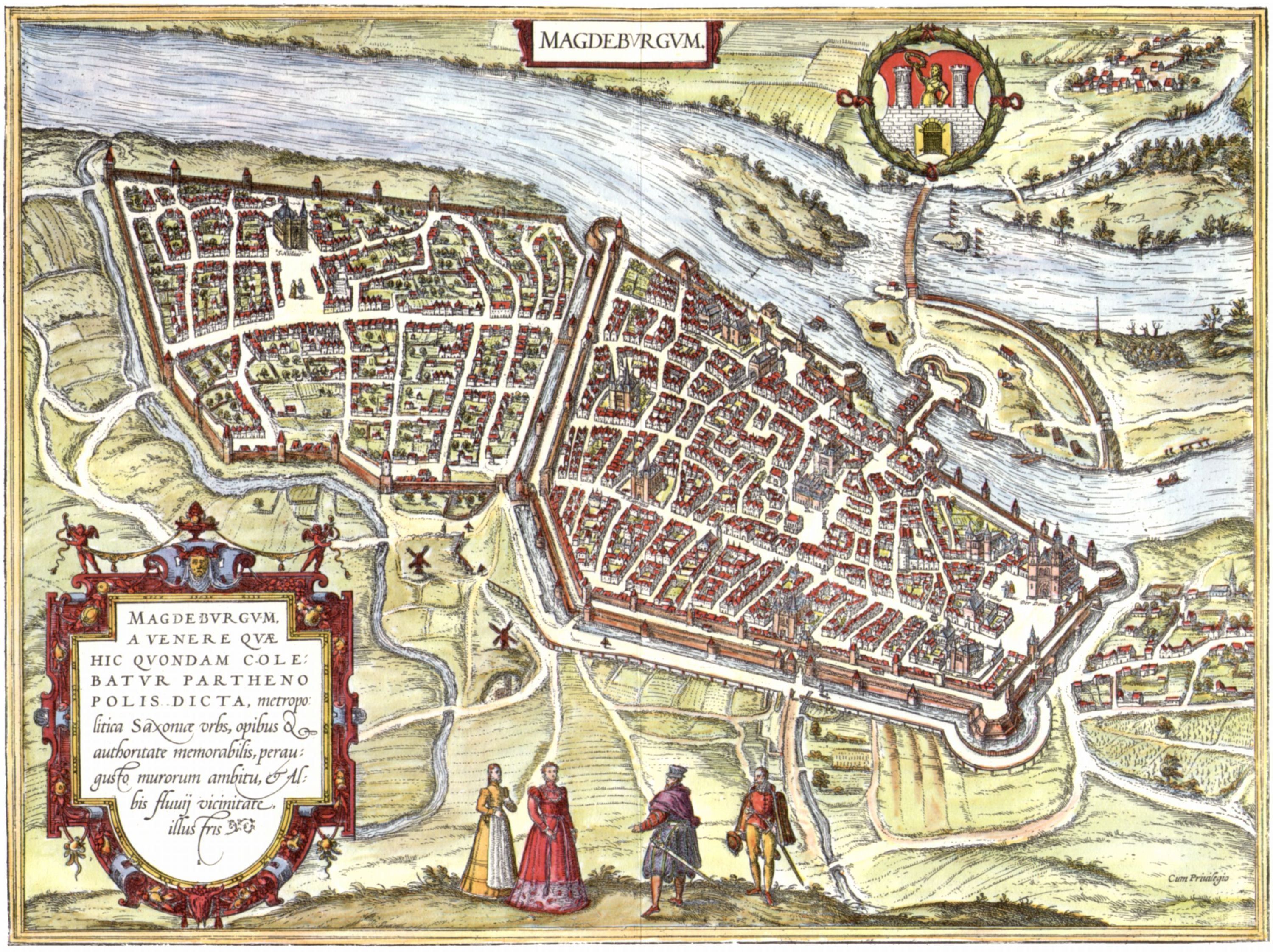
Magdeburg um 1572

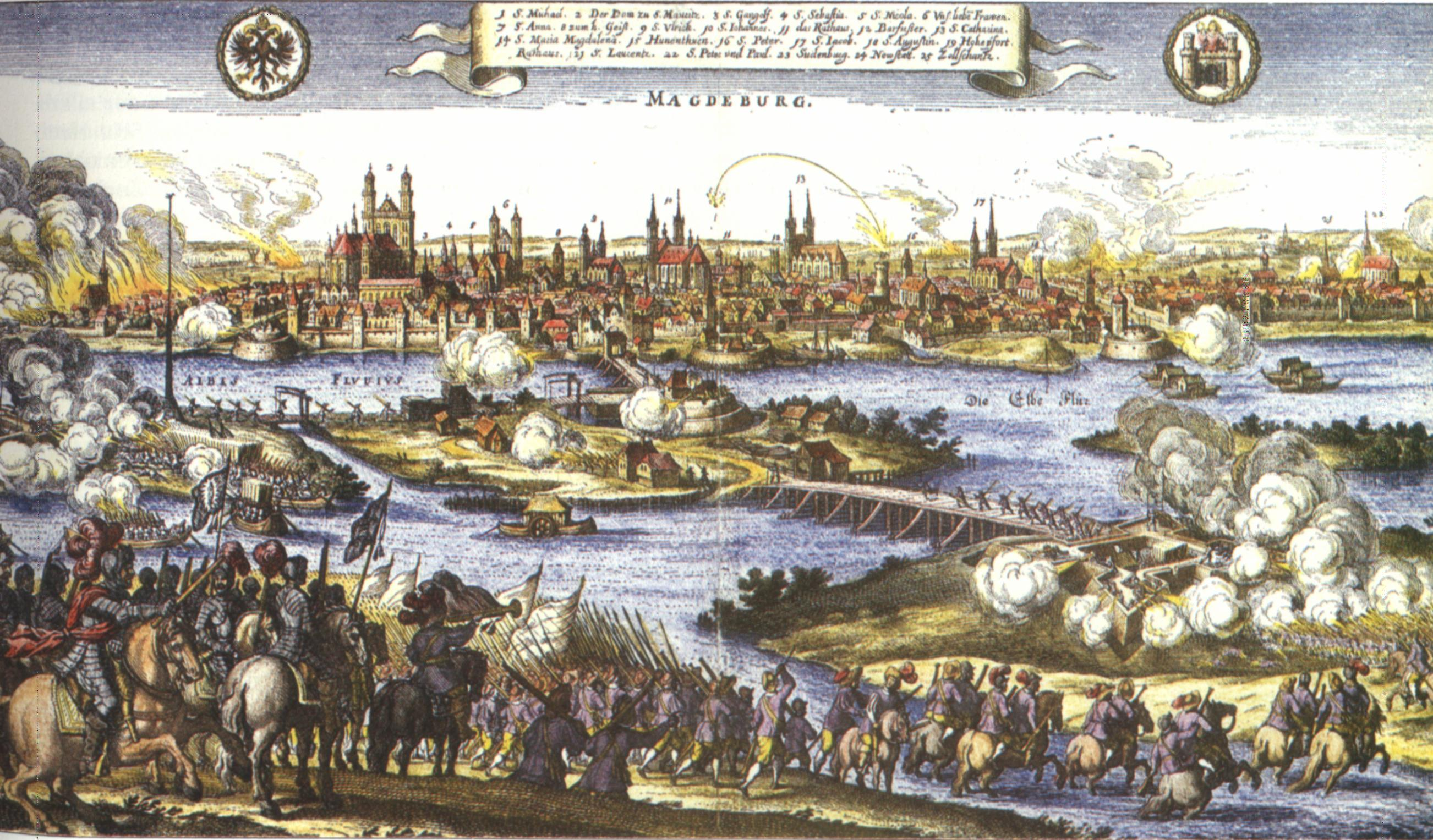
Die „Magdeburger Hochzeit“ 1631

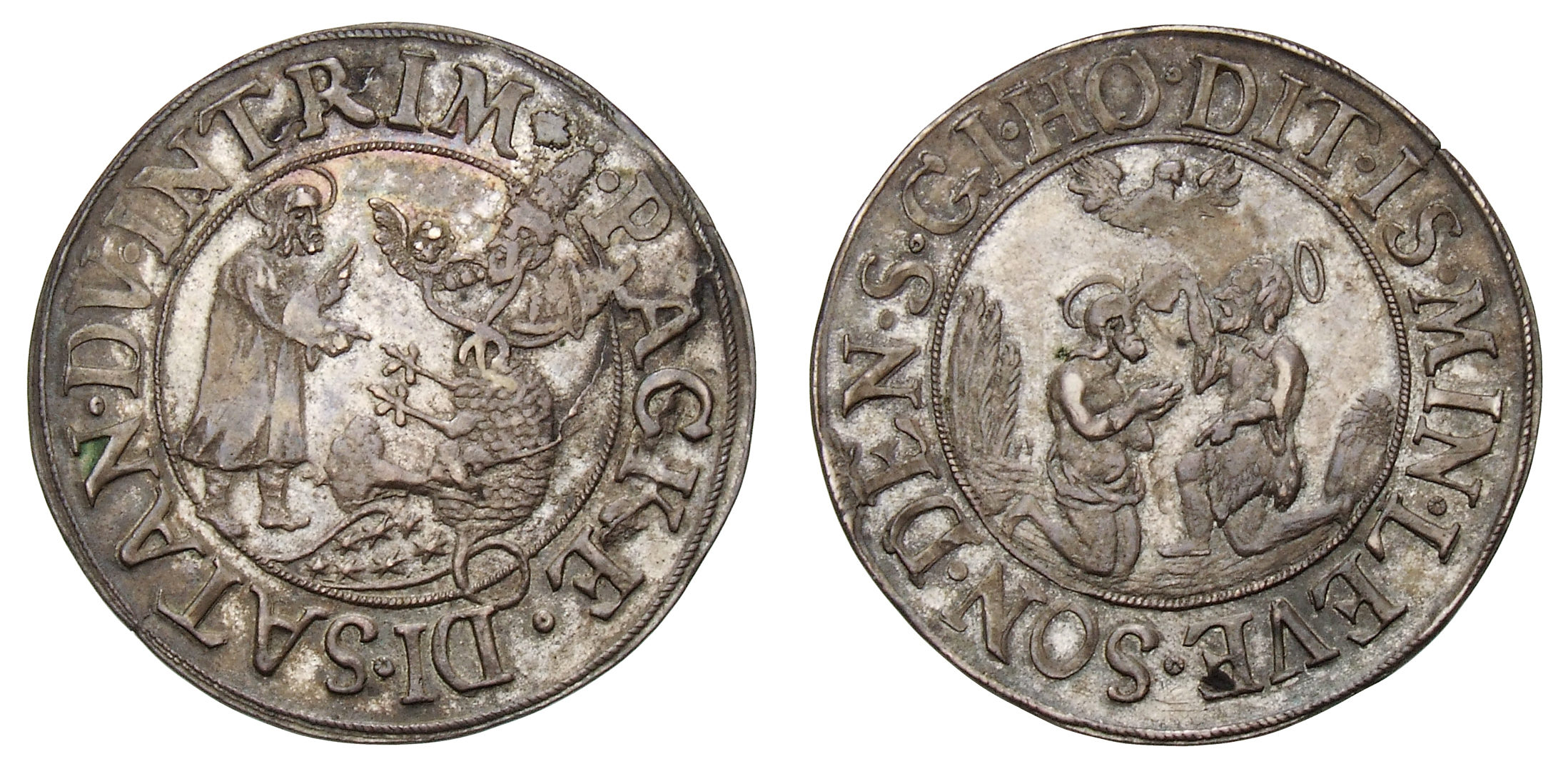
Interimstaler ohne Jahreszahl, um 1549 geprägt: Auf der Vorderseite wird das Interim als dreiköpfiges Ungeheuer mit Engels-, Papst- und Türkenkopf verspottet.

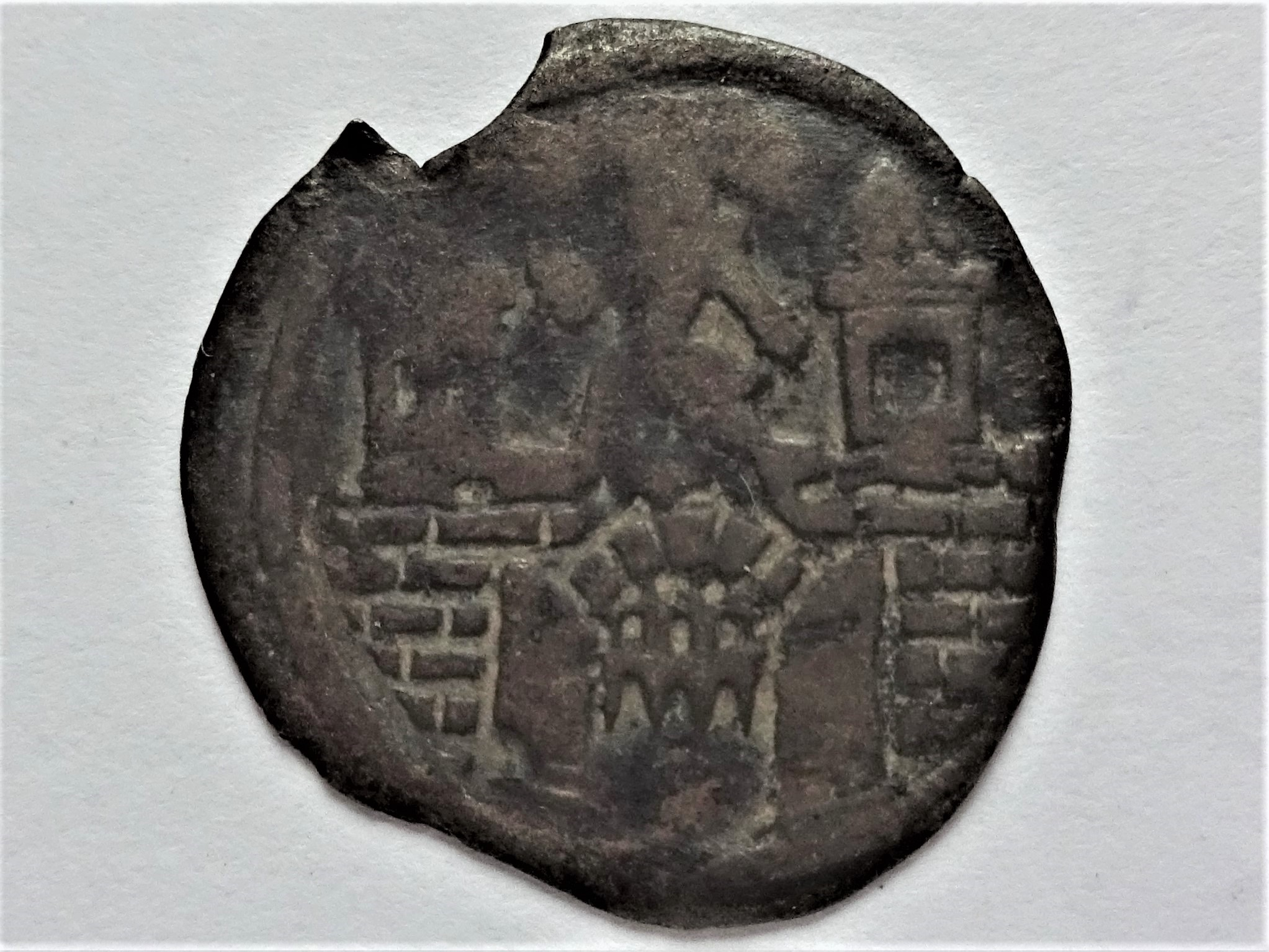
Magdeburger Dreipfennigmünze von 1622 mit Teil der Stadtbefestigung

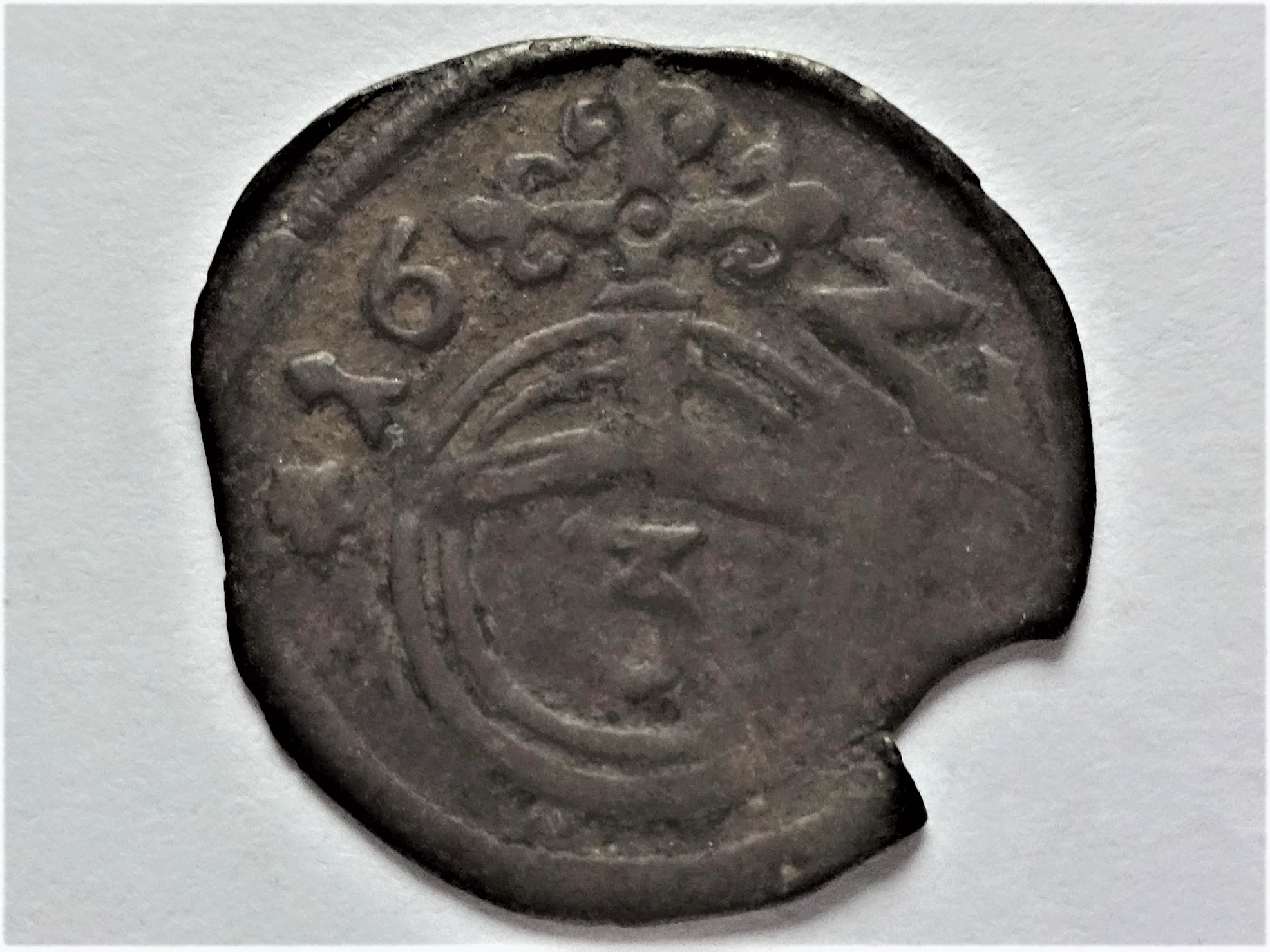
Wertseite der Magdeburger Dreipfennigmünze von 1622

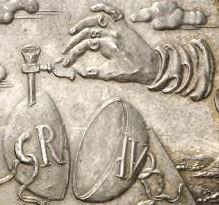
Der Luftpumpentaler von 1702 ist das erste Gepräge mit der Darstellung des Trennungsversuchs der Guerickeschen Halbkugeln sowie das erste Gepräge mit Bezug auf Otto von Guericke. (Detail des Talers)

Der 17. Juli 1524 gilt als Tag der Einführung der Reformation in allen Magdeburger Kirchen, nachdem Martin Luther im Juni 1524 mehrfach in Magdeburg gepredigt hatte. Seiner Reise nach Magdeburg war eine Einladung des damaligen Bürgermeisters Nikolaus Sturm, mit dem zusammen er die Domschule besucht hatte, vorausgegangen. Nur der Dom blieb katholisch, wurde aber nach dem Tod des Erzbischofs Albrecht von Brandenburg 1545 für 20 Jahre geschlossen.
Die Gegner Karls V. demonstrierten mit dem schon damals beliebten und wirksamen Propagandamittel der Münze, hier mit dem sogenannten Interimstaler, in Magdeburg gegen das Augsburger Interim.
Weil Magdeburg sich 1548 weigerte, das Augsburger Interim anzuerkennen, zog Georg zu Mecklenburg mit der Unterstützung des Kaisers Karl V. gegen Magdeburg. Nach der schweren Niederlage Magdeburger Truppen bei Hillersleben belagerte Georg zu Mecklenburg die Stadt vom 22. September 1550 bis 5. November 1551. Ein Friedensvertrag beendete die Belagerung. Magdeburg wurde in der Folge von Protestanten „Unseres Herrgotts Kanzlei“ genannt.
Im Dreißigjährigen Krieg wurde Magdeburg durch kaiserliche Truppen unter dem Feldherrn Tilly der Katholischen Liga am 20. Mai 1631 (10. Mai nach julianischem Kalender) erobert und ging anschließend in Flammen auf („Magdeburger Hochzeit“). Dieser Vorgang erlangte unter dem Begriff Magdeburgisieren traurige Berühmtheit. Dabei wurden bis auf wenige tausend Menschen die Einwohner durch die einrückenden Truppen sowie den Brand getötet. Die Stadt wurde weitgehend zerstört und fast völlig entvölkert. Mit 20.000 (nach anderen Angaben bis zu 30.000) Toten gilt dies als das größte Einzelmassaker des Dreißigjährigen Krieges. 205 Flugschriften und 41 illustrierte Flugblätter berichteten über die Ereignisse in und um Magdeburg. 1635 wurden die Stadt und das Erzstift im Frieden von Prag dem sächsischen Prinzen August überlassen, der bereits 1628 zum Administrator gewählt worden war. Zu erneuten Belagerungen der Stadt kam es 1644 durch die Schweden. Ende des Jahres schlossen sie bedeutende Teile des kaiserlichen Heeres unter Matthias Gallas vor den Toren der Stadt ein. Die Kaiserlichen durften aufgrund der Vorgeschichte die eigentlich verbündete Stadt nicht betreten und wurden von dieser auch nicht mit Proviant versorgt. Geschwächt durch Hunger, Kälte und Krankheit konnte Gallas’ Offizier Johann Wilhelm von Hunolstein im Januar nur etwa 1.500 Soldaten nach Böhmen evakuieren, der Rest desertierte oder starb, bis die Stadt doch noch die Aufnahme 1.000 kranker Soldaten erlaubte. Im Westfälischen Frieden 1648 wurde das Erzstift Magdeburg dem Kurfürstentum Brandenburg als Anwartschaft zugesprochen, die aber erst nach dem Tod des kursächsischen Administrators eingelöst werden sollte. Von 1626 bis 1678 war Otto von Guericke Mitglied des Rates der Stadt und von 1646 bis 1676 Bürgermeister von Magdeburg. Er war gleichzeitig Physiker, erfand die Kolbenluftpumpe und führte ab 1654 die berühmten Vakuumversuche mit den Magdeburger Halbkugeln aus.

Karte von Magdeburg (um 1650)

1680 kam nach dem Tode Augusts das nun als Herzogtum Magdeburg säkularisierte Erzstift und damit auch die Stadt unter brandenburgische Herrschaft. Die Stadt lag im damaligen Holzkreis, unterstand aber als sogenannte Immediatstadt direkt der Regierung des Herzogtums und wurde 1714 dessen Hauptstadt. Von Juni 1681 bis Januar 1682 wütete die Pest in Magdeburg und forderte mindestens 2649 Menschenleben. Siehe dazu den Magdeburger Pesttaler, der als Gedenktaler auf das Ende der Pestepidemie in Magdeburg geprägt wurde.
Als Folge des Ediktes von Potsdam des brandenburgischen Kurfürsten Friedrich Wilhelm vom 29. Oktober 1685, in dem Glaubensflüchtlinge aus Frankreich eingeladen wurden, sich im Land niederzulassen, entstand die Französische Kolonie zu Magdeburg. Auch ein Aufnahmegesuch der Mannheimer Vertriebenen wurde am 13. April 1689 von Kurfürst Friedrich III. positiv beschieden. Das mündete in der Gründung der Pfälzer Kolonie. Beide Kolonien bildeten jeweils unabhängige, räumlich von der Altstadt nicht abgegrenzte politische Gemeinden innerhalb der Stadt. Sie verfügten über eigene Rathäuser, Bürgermeister, Gerichte und über eigene Bürgergarden. Ihre Mitglieder standen unter dem Schutz des Kurfürsten und später des Königs. Die Kolonien bestanden bis 1808. Der Kurfürst von Brandenburg ließ 1666 Otto Christoph von Sparr mit einer Armee von 15.000 Mann die Stadt belagern, die zu der Zeit wohl weniger als 1.000 Einwohner hatte, um die Einhaltung ihrer im Westfälischen Frieden eingegangenen Verpflichtungen zu erzwingen. Anschließend ließ er die im Dreißigjährigen Krieg zerstörten Befestigungen wiedererrichten. Im 18. Jahrhundert wurde die Festung Magdeburg weiter ausgebaut. Unter Friedrich II. nahm die Festung 200 Hektar ein; das Stadtareal erreichte dagegen nur 120 ha. Mehrfach wird Magdeburg als stärkste Festung Preußens erwähnt. Sie kapitulierte im Vierten Koalitionskrieg am 8. November 1806 vor französischen Truppen ohne förmliche Belagerung.

## 19. Jahrhundert

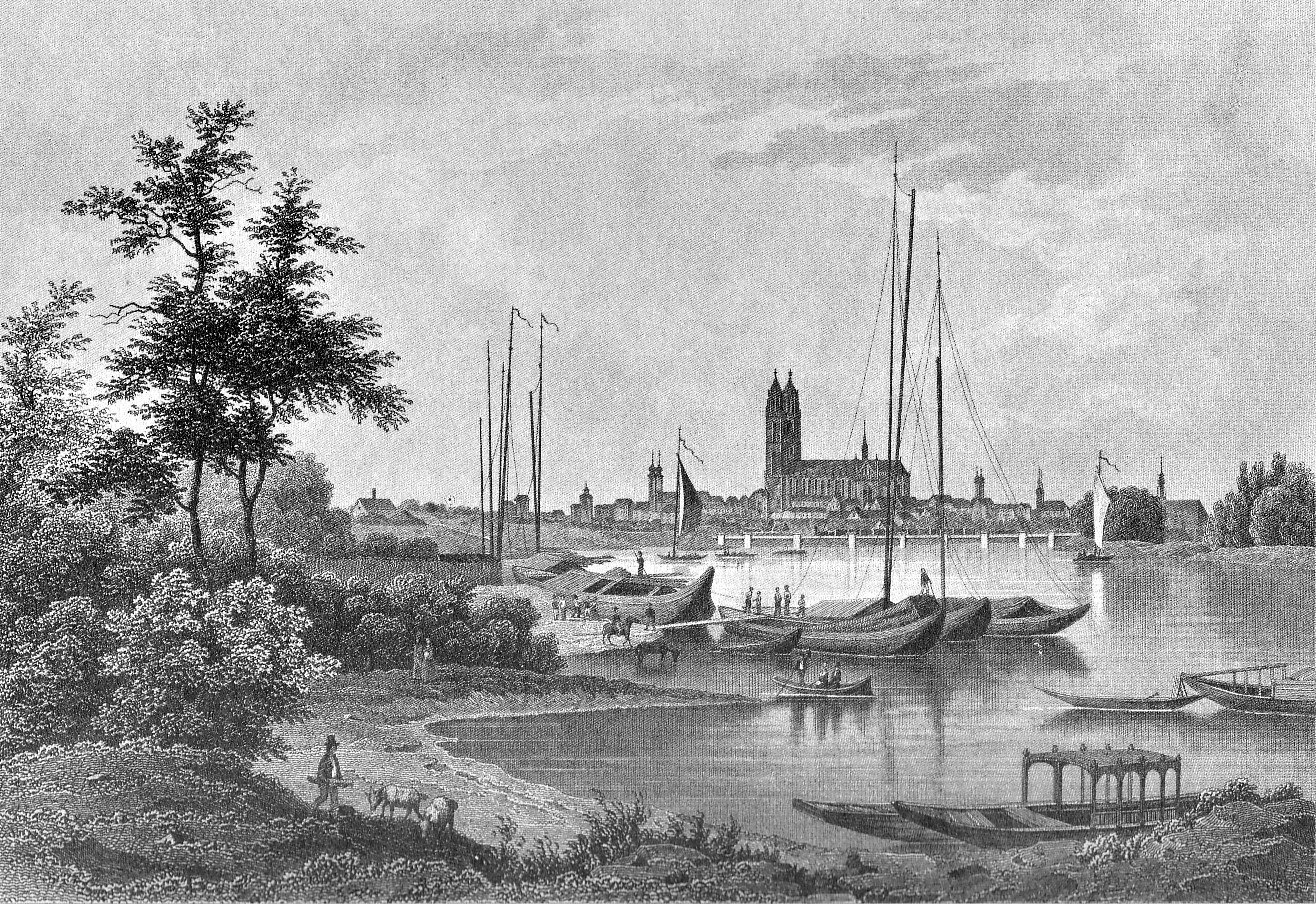
Ansicht um 1850

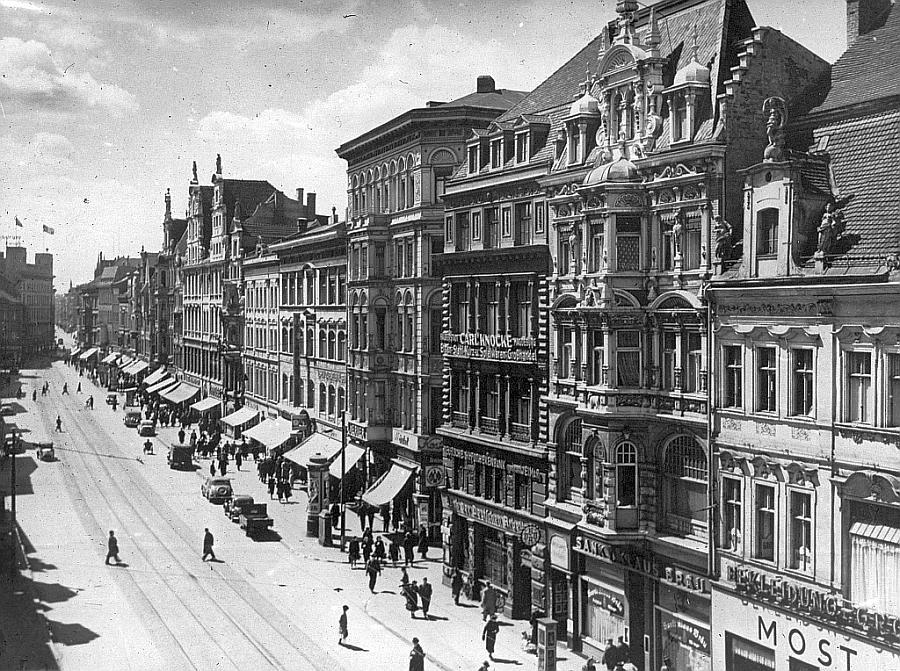
Breiter Weg um 1930

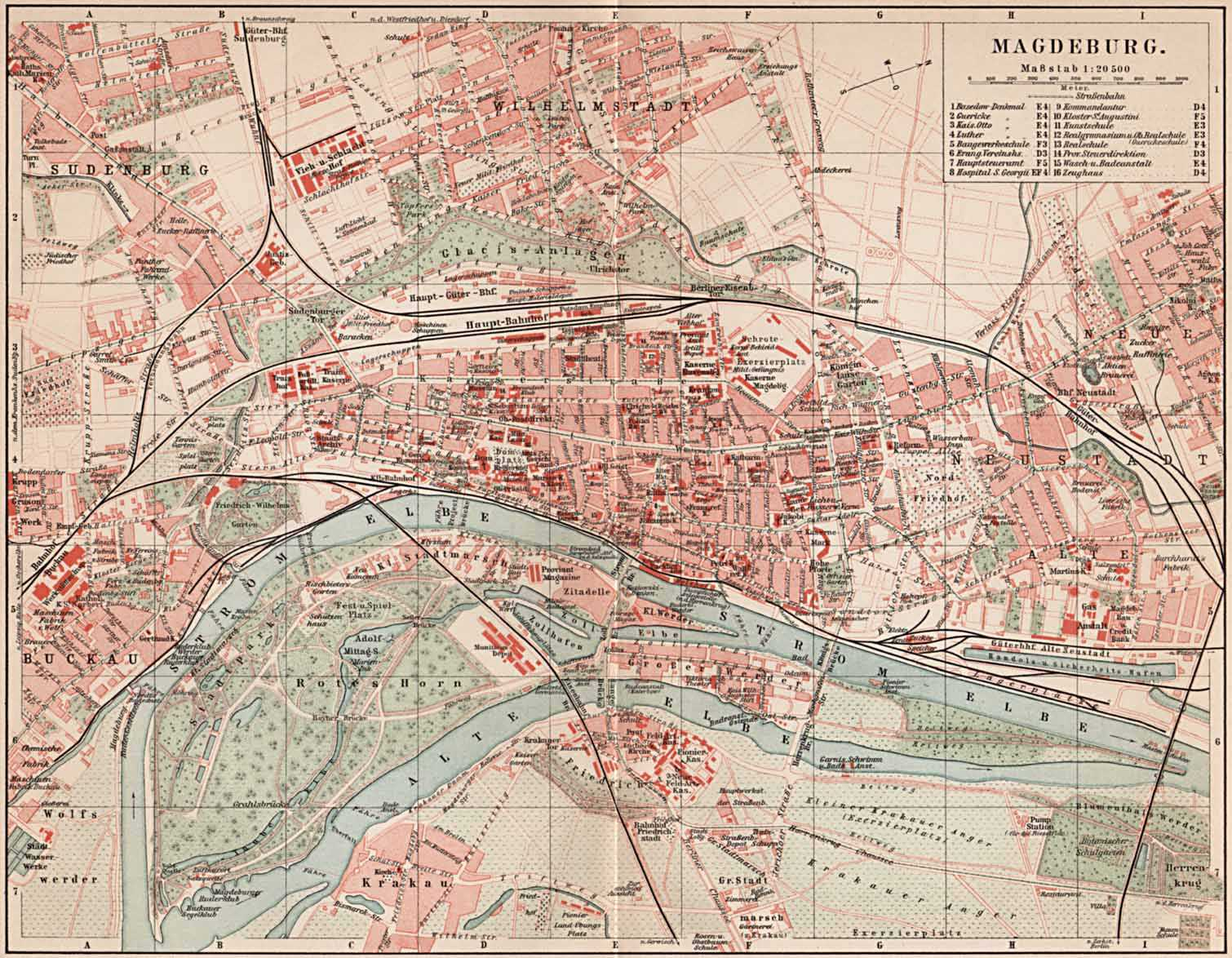
Stadtplan von Magdeburg um 1900

1807 wurde die Stadt vorübergehend dem Königreich Westphalen angegliedert und Sitz des Elbdepartements. Nach dem für Napoleon verlorenen Krieg kam Magdeburg 1814 wieder an Preußen und wurde 1816 Hauptstadt der Provinz Sachsen sowie Sitz des Regierungsbezirks Magdeburg und des Stadtkreises Magdeburg, zu dem die eigentliche Stadt Magdeburg, die Städte Neustadt-Magdeburg und Sudenburg sowie mehrere umliegende Dörfer gehörten.
1824 wurde die Magdeburger Börse gegründet. Am 8. Mai 1828 wechselten die Dörfer Cracau und Prester aus dem Stadtkreis Magdeburg in den Kreis Jerichow I und das Dorf Buckau in den Kreis Wanzleben. Buckau, 1859 zur Stadt erhoben, kehrte 1862 wieder aus dem Kreis Wanzleben in den Stadtkreis Magdeburg zurück. Am 1. Juli 1867 wurde die Stadt Sudenburg in die Stadt Magdeburg eingemeindet.
Seit 1851 gab es eine Synagoge in der Alten Schulstraße, die nach 1890 wesentlich umgebaut und verschönert wurde.
Seit 1866 war in Magdeburg das Hauptquartier des IV. Armee-Korps, eines Großverbandes der Armee des Norddeutschen Bundes und ab 1871 des Deutschen Kaiserreiches. Mit Beginn des Ersten Weltkrieges war die Stadt der VI. Armee-Inspektion unterstellt. Einer der Kommandierenden Generale war der spätere Reichspräsident Paul von Hindenburg.
Am 1. April 1886 wurde Neustadt-Magdeburg in die Stadt Magdeburg eingemeindet. Am 1. April 1887 folgte die Eingemeindung der Stadt Buckau mit ihren Maschinenbau- und Armaturenfabriken. Der Stadtkreis und die Stadt Magdeburg waren seitdem deckungsgleich.
Die Polte-Werke in Sudenburg, das in Buckau ansässige Grusonwerk, das Messgeräte- und Armaturenwerk Schäffer & Budenberg, die Armaturenfabrik von C. Louis Strube und der Maschinenbau R. Wolf begründeten die Tradition Magdeburgs als Stadt des Maschinenbaus.

## Weimarer Republik und Nationalsozialismus

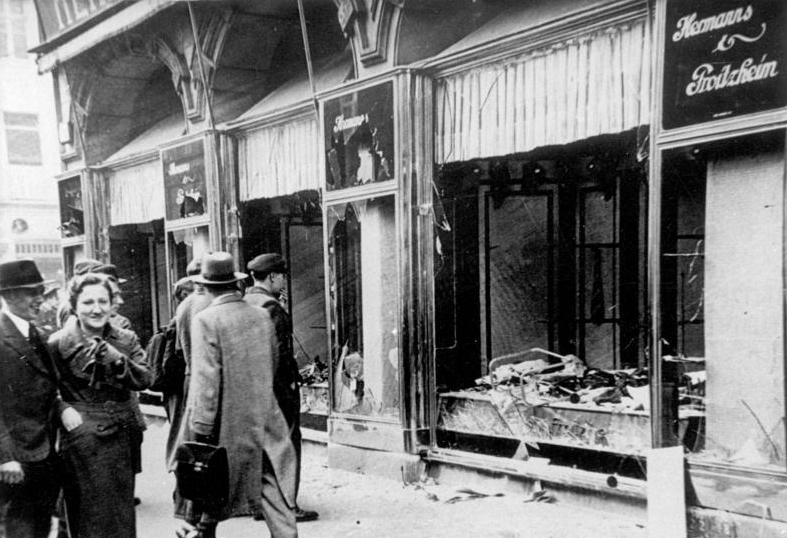
Zerstörtes jüdisches Geschäft in Magdeburg, November 1938

In den 1920er Jahren wurde Magdeburg unter Oberbürgermeister Hermann Beims zum Zentrum des Neuen Bauens. Von 1921 bis 1924 war Bruno Taut Baustadtrat. Es entstanden moderne Wohnviertel in den Vorstädten wie die Beimssiedlung im Stadtteil Stadtfeld West und die Gartenstadt Reform. Weitere wesentliche Bauten waren das Ausstellungszentrum im Rotehornpark und die Magdeburger Stadthalle. Beide wurden anlässlich der 1927 veranstalteten Deutschen Theaterausstellung 1927 errichtet.
1925 hatte die Jüdische Gemeinde einen Höchststand von 2.361 Personen. Die Entwicklung Magdeburgs wurde wesentlich von jüdischen Geschäftsleuten und Unternehmern mitgeprägt, die Anfang der 1930er Jahre über 400 Geschäfte und Gewerbebetriebe vor allem im Zentrum der Stadt innehatten.
Im Jahr 1930 war der zwanzigjährige Jacques Decour Austauschlehrer für Französisch am Domgymnasium Magdeburg. Sein 1932 in Paris unter dem Titel Philisterburg veröffentlichtes Tagebuch beschrieb nüchtern den Alltag in der Weimarer Republik und den gewöhnlichen Antisemitismus.
In der Zeit des Nationalsozialismus wurden sowohl politische und weltanschauliche Gegner als auch viele Menschen verfolgt, die aus eugenischen und rassistischen Gründen aus der „Volksgemeinschaft“ ausgegrenzt wurden. Die zahlenmäßig größte Gruppe waren Juden. Die Große Synagoge wurde im Novemberpogrom 1938 zerstört.
Für sie wurde 1939 ein „Ausweich- bzw. Auffanglager“ der Gestapoleitstelle Magdeburg eingerichtet, in dem die nach 1938 verhafteten Juden, später deportierte Zwangsarbeiter, aber auch politische Häftlinge, weiter sogenannte Mischlinge und andere Gruppen interniert und von dort an Magdeburger Rüstungsbetriebe ausgeliehen wurden. Bekannte Magdeburger Juden wurden verhaftet und mehr als 100 von ihnen ins KZ Buchenwald verschleppt. Insgesamt verloren mehr als 1.500 Magdeburger Juden ihr Leben.
Im Zweiten Weltkrieg wurde die Industrieproduktion durch Beschäftigung ausländischer Zwangsarbeiter aufrechterhalten. Die Braunkohle-Benzin-AG (Brabag) als größter Treibstofflieferant der Wehrmacht errichtete 1944 sechs KZ-Außenlager. Eines davon, das „KZ Magda“, befand sich in Magdeburg-Rothensee. Die anderen fünf befanden sich an anderen Orten in Sachsen (Lausitz) und dem heutigen Sachsen-Anhalt. Zwischen Juni 1944 und Februar 1945 arbeiteten dort 2172 jüdische Gefangene, von denen etwa 65 % starben.
Speziell für Sinti und Roma wurde das Zigeunerlager Magdeburg Holzweg errichtet. Die Inhaftierten wurden in das Konzentrationslager Auschwitz verbracht.
Von 1943 bis 1945 befand sich ein Außenlager des KZ Buchenwald bei den Polte-Werken in der Magdeburger Poltestraße (heute Liebknechtstraße). Über 3.000 Insassen – vornehmlich Juden aus den KZ Riga-Kaiserwald, Auschwitz, Stutthof und Ravensbrück sowie russische und polnische Gefangene – mussten hier schwere Arbeit verrichten und lebten in einem Barackenlager in Prester.

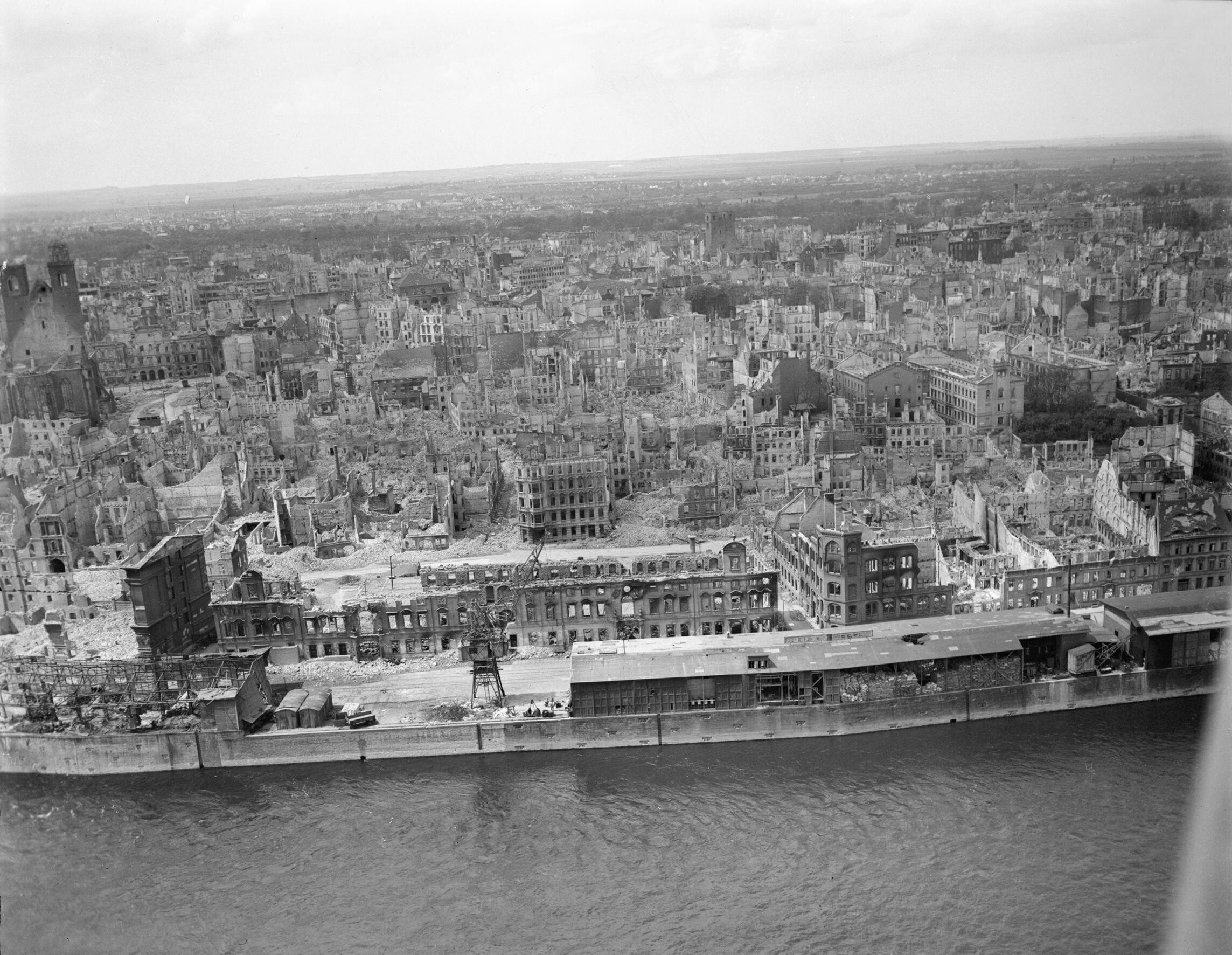
Luftbild des zerstörten Magdeburg

Ein erster Luftangriff auf die Stadt erfolgte am 22. August 1940. Ab 1943 wurde Magdeburg intensiv durch alliierte Bomberverbände angegriffen. Erste Ziele waren Betriebe der Rüstungsindustrie, wie das Krupp Grusonwerk in Buckau, wo Kettenfahrzeuge (Panzer IV und Sturmgeschütz IV) gebaut wurden, der Munitionshersteller Polte-Werke sowie in Rothensee das Brabag-Hydrierwerk zur Produktion von synthetischem Benzin für die Luftwaffe. Der Luftangriff auf Magdeburg am 16. Januar 1945 durch die britische Royal Air Force zerstörte etwa 90 % der Altstadt, darunter 15 Kirchen. Auch die Gründerzeit-Viertel erlitten erhebliche Schäden. Der altstadtnahe Stadtteil „Nordfront“ und der Breite Weg, eine der schönsten Barockstraßen Deutschlands, wurden fast völlig zerstört. Bei diesem Angriff kamen mindestens etwa 2000 Menschen ums Leben, weitere 190.000 wurden ausgebombt (obdachlos).
Am 11. April 1945 bezogen Truppen der 9. US-Armee an der westlichen Stadtgrenze Stellung. Eine Übergabe wurde am 12. April durch General Adolf Raegener abgelehnt. Nach einem mehrtägigen Bombardement durchbrachen die amerikanischen Verbände die starken deutschen Verteidigungslinien und besetzten am 19. April 1945 den westlichen Teil der Stadt. Sie rückten vereinbarungsgemäß nicht weiter in Richtung Berlin vor. Am 4. Mai 1945 unterzeichnete Hans-Georg von Friedeburg bei Lüneburg im Auftrag des letzten Reichspräsidenten Karl Dönitz, der sich mit der letzten Reichsregierung nach Flensburg-Mürwik abgesetzt hatte, die Teilkapitulation der Wehrmacht für Nordwestdeutschland, Dänemark und die Niederlande. Daraufhin zogen sich die noch vor Ort befindlichen Teile der 9. Armee und der 12. Armee aus dem Raum östlich von Magdeburg auf das von den Amerikanern besetzte Gebiet westlich der Elbe zurück. Am 5. Mai besetzte die Rote Armee den ostelbischen Teil von Magdeburg. Eine amerikanische Spezialeinheit erbeutete Silber-Vorräte der Reichsbank (im Wert von acht Millionen Euro), die in die USA verbracht wurden. Das Silber hatte Luftbombardements und Artilleriebeschuss in einem 1927 errichteten, sehr sicheren unterirdischen Depot im Domberg überdauert. Am 1. Juni 1945 wurden die letzten Kräfte der 117. US-Infanterie-Division durch britische Truppen ersetzt, die am 1. Juli Magdeburg-West an die Rote Armee übergaben.

## Nachkriegs- und DDR-Zeit

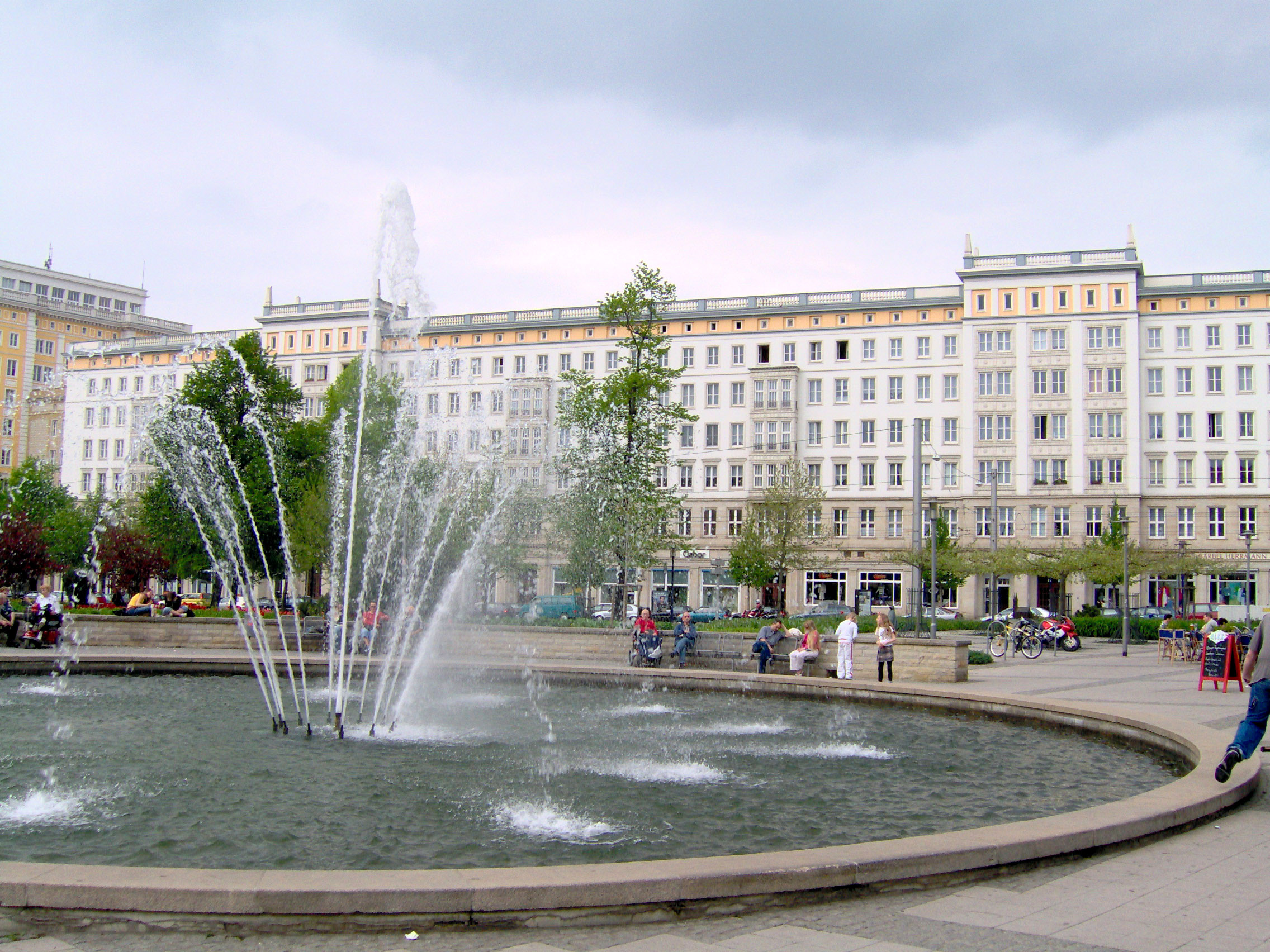
Gebäude im Stil des sozialistischen Klassizismus an der Ernst-Reuter-Allee

Nach dem Krieg wurden die Innenstadt und betroffene Viertel enttrümmert (siehe „Trümmerfrauen“). Bis 1953 trugen die Magdeburger Großbetriebe als SAG-Betriebe zur Erfüllung der Deutschland auferlegten Reparationsverpflichtungen bei. Aus Geldmangel infolge dieser Reparationen, aber auch mit dem ideologischen Ziel, eine neue sozialistische Stadt zu schaffen, wurden von den beschädigten Gebäuden nur wenige gerettet, beziehungsweise die von Zerstörung weniger betroffenen Bauten restauriert, darunter der Magdeburger Dom, das Kloster Unser Lieben Frauen und das Alte Rathaus. Zwischen 1951 und 1966 wurden acht Kirchen gesprengt oder abgerissen, die zwar ausgebrannt waren, aber als wiederaufbaufähig galten: die Lutherkirche wurde 1951 abgerissen, die Deutsch-Reformierte Kirche 1955. Im April 1956 wurde auf Anordnung von Walter Ulbricht die Ulrichskirche in der Mitte der ehemaligen Altstadt gesprengt. 1959 wurden zwei säkularisierte Kirchen abgerissen und drei weitere Kirchen gesprengt: Sankt Jakobi, Martinskirche und Heilig-Geist-Kirche (1948 bis 1950 wiederaufgebaut, wurde genutzt). Am 20. Oktober 1960 wurde die Französisch-Reformierte-Kirche gesprengt und 1964 das Kirchenschiff von Sankt Katharinen. Deren Türme wurden 1966 abgetragen. Von 1965 bis 1969 wurde das Alte Rathaus wieder originalgetreu aufgebaut. So prägen inzwischen anstelle der Barockhäuser des Breiten Wegs, der Gründerzeit- und Jugendstilgebäude zahlreiche Bauten der Nationalen Tradition der Nachkriegszeit, die die sowjetische Architektur der Stalinzeit (Sozialistischer Klassizismus) zum Vorbild haben, die Innenstadt. Sie sind als Denkmalbereich Zentraler Platz heute selbst denkmalgeschützt. Die in der Innenstadt sowie in Neubaugebieten in großer Zahl entstandenen Plattenbauten wurden im Stadtzentrum nach der Wiedervereinigung zum Teil durch moderne Bauten der 1990er Jahre und der Jahrtausendwende ersetzt.
In der DDR blieb Magdeburg Standort des Schwermaschinenbaus (zum Beispiel SKET) und wurde 1952 Bezirksstadt des Bezirks Magdeburg, der 1990 wieder aufgelöst wurde. Innerhalb des Bezirks war Magdeburg kreisfreie Stadt („Stadtkreis“).
Die Synagogengemeinde Magdeburgs – zu DDR-Zeiten eine von acht Gemeinden – umfasste nach einem Stand von 120 Personen (1946) Anfang der 1980er Jahre nur noch etwa 20 Mitglieder. Das Gemeindezentrum befindet sich bis heute in der Gröperstraße. Auf dem Friedhof am Fermersleberweg sind etwa 2200 jüdische Grabsteine erhalten. Heute gibt es wieder ca. 500 Juden in der Stadt.

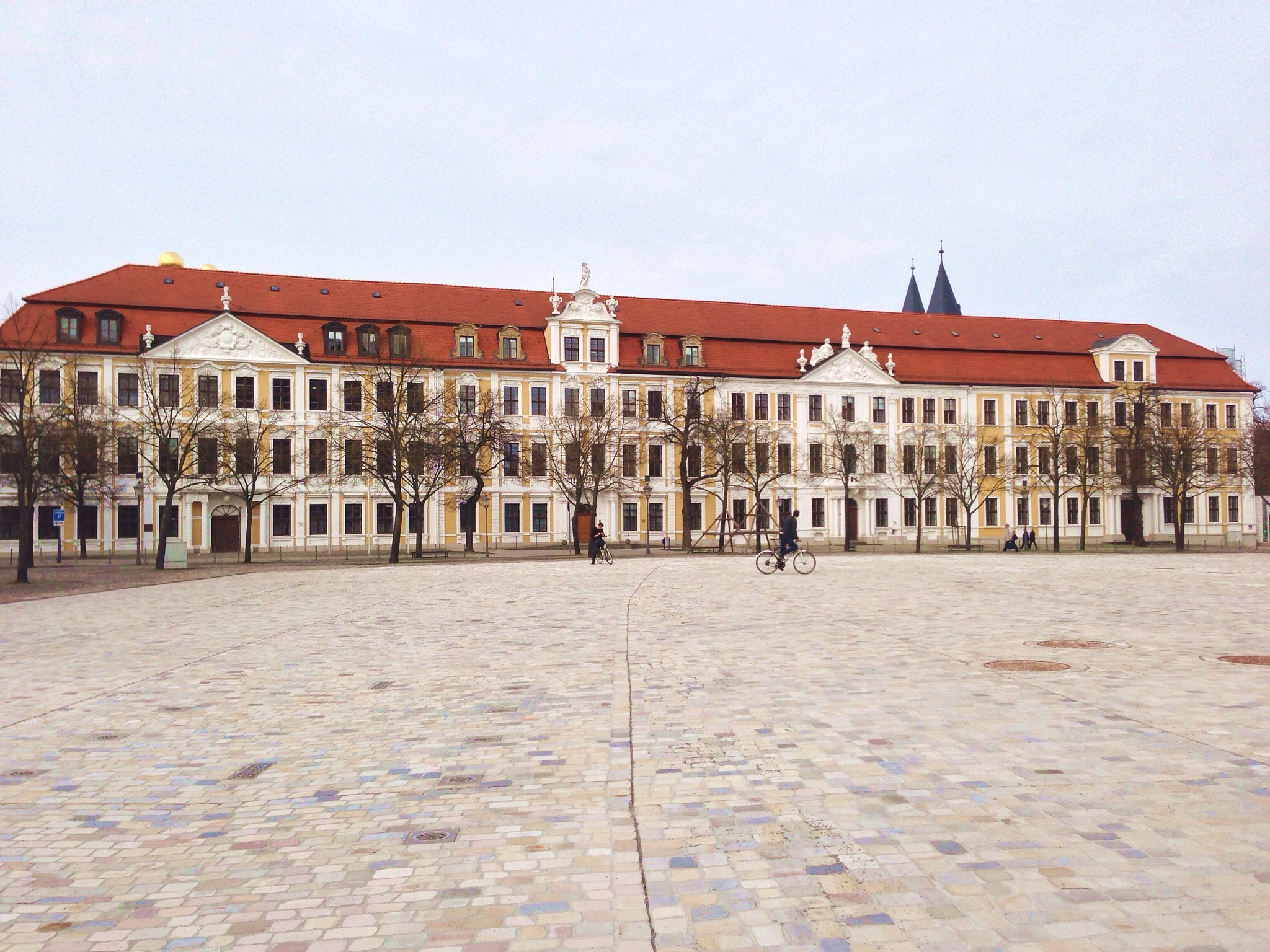
Landtag von Sachsen-Anhalt

## Friedliche Revolution
Wie in anderen Bezirksstädten der DDR fanden ab September 1989 auch in Magdeburg Friedensgebete, genannt „Gebete für Gesellschaftliche Erneuerung“, statt. Die Domprediger Giselher Quast und Waltraut Zachhuber ermutigten ihre Zuhörer zu eigenem Denken und gesellschaftlicher Teilhabe. Im Oktober 1989 folgten die ersten Demonstrationen.
Nach dem Mauerfall am 9. November 1989 wurden nach und nach politische Häftlinge aus der Stasi-Strafanstalt am Moritzplatz (heute: Gedenkstätte Moritzplatz Magdeburg) entlassen, und die Arbeitsweisen des Ministeriums für Staatssicherheit kamen an die Öffentlichkeit.

## 1990 bis zur Gegenwart
Im Juni 1990 beschloss die Volkskammer die (Wieder-)Einführung von Ländern und eine föderale Neugliederung der DDR. Dabei bildeten die Bezirke Halle und Magdeburg sowie der Kreis Jessen im Wesentlichen das Land Sachsen-Anhalt, wie es jedoch in veränderten Grenzen bereits von 1947 bis 1952 bestanden hatte. Damals war das relativ unzerstörte Halle zur Landeshauptstadt bestimmt worden.
Am Sonntag, 28. Oktober 1990, fand in Dessau im Saal der Johann-Philipp-Becker-Bundeswehrkaserne die konstituierende Sitzung des neuen Landtages von Sachsen-Anhalt statt. Die 106 frei gewählten Volksvertreter des wiederentstandenen mitteldeutschen Landes hatten darüber abzustimmen, ob Magdeburg oder Halle (Saale) Hauptstadt von Sachsen-Anhalt werden sollte. Halle unterlag knapp mit acht Stimmen: Das Ergebnis fiel mit 57 zu 49 Stimmen zu Magdeburgs Gunsten aus. Magdeburg wurde zur Landeshauptstadt sowie zum Parlamentssitz und ein schwerwiegender, monatelanger Streit beendet.
Wie zuvor schon in einigen anderen deutschen Städten Anfang der 1990er-Jahre kam es 1994 in Magdeburg mit den sogenannten Magdeburger Himmelfahrtskrawallen zu ausländerfeindlichen Ausschreitungen. Rechtsextreme Jugendliche konnten stundenlang unbehelligt eine Gruppe Afrikaner durch die Magdeburger Innenstadt jagen, wobei sechs Menschen verletzt wurden.
Magdeburg wurde 1994 wieder Sitz eines römisch-katholischen Bischofs. Das Bistum Magdeburg ist seither ein Suffraganbistum des Erzbistums Paderborn. Im Jahr 1999 wurde in Herrenkrug auf einem Teil des ca. 100 Hektar großen, ehemals militärisch genutzten Geländes die 25. Bundesgartenschau (BUGA) durchgeführt.
Die benachbarte Kasernenanlage aus wilhelminischer Zeit ist Sitz und Standort der meisten Fachbereiche der Hochschule Magdeburg-Stendal geworden. Dieser Campus wurde bei einer nationalen Studentenbefragung 2009 zum zweitschönsten der Bundesrepublik gewählt. Weitere im ostelbischen Stadtteil Brückfeld gelegene ehemalige Kasernenbauten beherbergen nach erfolgter Sanierung und denkmalgerechter Umgestaltung verschiedene Ministerien des Landes.
Seit der Wiedervereinigung haben viele große und kleine Bauprojekte das Stadtbild stark verändert: die zentrale Achse der Stadt, der Breite Weg, war vor dem Zweiten Weltkrieg einer der längsten Einkaufsmeilen Europas und wurde seit 1990 mit vielen neuen Bebauungen wieder geschlossen. Darunter stechen vor allem die Neubebauung am Domplatz mit einem Büroensemble sowie das 2005 eröffnete und letzte von Friedensreich Hundertwasser entworfene Haus, die Grüne Zitadelle, hervor. Außerdem wurde der Friedensplatz erneuert, das Opernhaus am Universitätsplatz ebenso wie der Universitätsplatz selbst und der Nordabschnitt des Breiten Wegs und die ehemalige Hauptpost saniert. Parallel zum Breiten Weg wurden viele Gründerzeitbauten in der Otto-von-Guericke-Straße und Hegelstraße und im Umfeld des Hasselbachplatzes saniert und bilden ein ensemblegeschütztes Denkmal. Auch das Schauspielhaus, ehemals Freie Kammerspiele, wurde saniert, am nördlich gelegenen Kulturhistorischen Museum fanden Erweiterungsbauten statt, der neue Anbau konnte 2011 eröffnet werden. 2006 wurde die Sternbrücke zwischen südlichem Stadtzentrum und dem Rotehorn-Park (Werder/Marieninsel) wiedereröffnet. Der Innenstadtring über Schleinufer, Walter-Rathenau-Straße (B1), Magdeburger Ring (B71), Fuchsberg und Erich-Weinert-Straße wurde mit der Neugestaltung des Universitätsplatzes und dem dortigen Tunnel sowie der durchgehenden Verbreiterung des Schleinufers auf vier Fahrspuren leistungsfähiger ausgebaut.
In den Jahren 2001–2003 wurden von Archäologen bei Forschungsgrabungen am Domplatz Reste eines Kirchenbaus aus dem 10. Jahrhundert freigelegt. Es wird vermutet, dass es sich dabei um den ersten Magdeburger Dom handelt. 2006 wurde nach dem Abriss des Ernst-Grube-Stadions das länderspieltaugliche Fußballstadion eröffnet. 2002 und 2007 erhielt die Stadt die Goldmedaille, in den Jahren 2003–2005 die Silbermedaille beim Bundeswettbewerb Unsere Stadt blüht auf. Am 23. September 2008 erhielt die Stadt den von der Bundesregierung verliehenen Titel „Ort der Vielfalt“.

### Elbhochwasser
Im Jahr 2002 wurde Magdeburg vom Elbhochwasser mit einem Höchststand von 6,72 m stark getroffen, entging aber aufgrund des Elbe-Umflutkanals und des Pretziener Wehrs einer Katastrophe. Trotzdem gab es Schäden in Höhe von über 22 Millionen Euro. Hauptsächlich schwer traf es die Infrastrukturelemente, wie Brücken, Straßen oder Parks, aber auch private Gebäude und Unternehmen wurden schwer beschädigt. Bis zu 3400 freiwillige Hilfskräfte waren jeden Tag im Einsatz, 7200 kamen durch Hilfsorganisationen wie Feuerwehr oder Bundeswehr dazu. Außerdem gingen auf dem Spendenkonto der Stadt Magdeburg über 415.000 Euro ein.

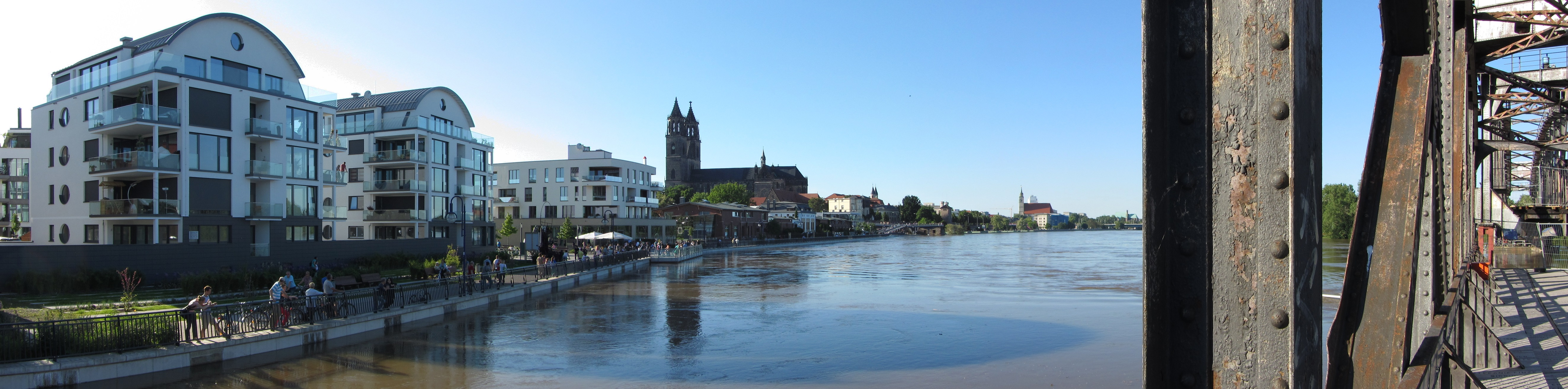
Elbuferpromenade während des Hochwassers 2013

2006 traf Magdeburg erneut ein Hochwasser, das etwas glimpflicher als 2002 ablief. Die alten Höchststände wurden zwar nicht übertroffen, jedoch bestand Gefahr durch den langgestreckten Hochwasserscheitel, der hohen Druck auf die Deiche ausübte.
Das Hochwasser im Juni 2013 übertraf den Stand von 2002 mit einem am 9. Juni gemessenen Scheitel von 7,46 m deutlich. Es war über mehrere Tage Katastrophenalarm ausgerufen worden. Wie schon 2002 kam es zu Schäden.

### 1200. Stadtjubiläum
Mit zahlreichen Veranstaltungen, über das gesamte Jahr 2005 verteilt, wurde unter dem Motto Magdeburg 12hundert das Jubiläum der Stadt gefeiert. Zentrale Veranstaltung war der Festakt im Dom am 7. Mai 2005 mit der erstmaligen Verleihung des Kaiser-Otto-Preises der Stadt Magdeburg an Altbundespräsident Richard von Weizsäcker.

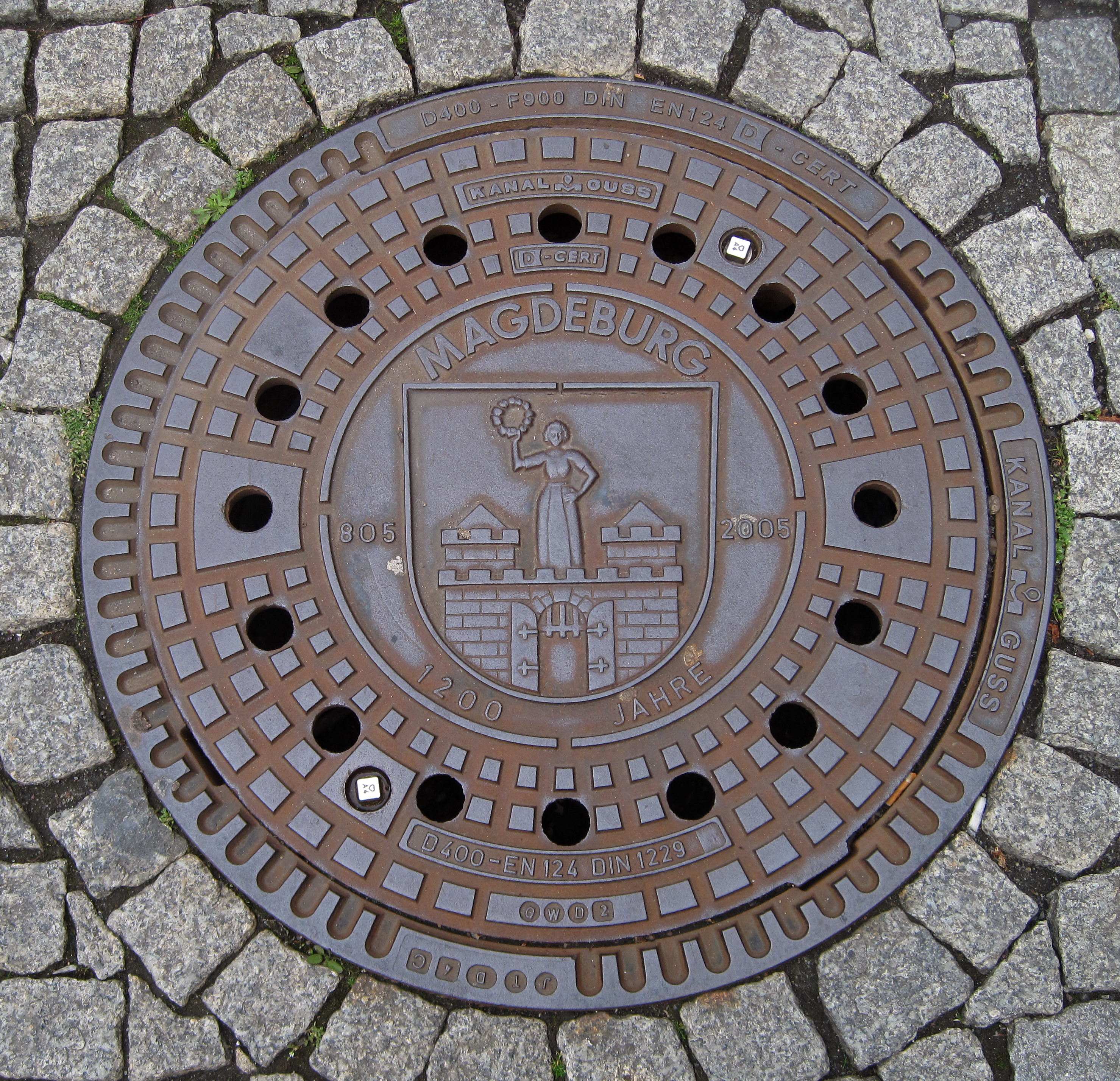
An das Stadtjubiläum erinnern Schachtdeckel im Stadtgebiet.

Aus Anlass des Jubiläums fand im Mai eine Magdeburger Himmelssinfonie unter Leitung des Lichtkünstlers Gert Hof und LuminArte – Italienische Lichtkunst mit beleuchteten Skulpturen im Elbauenpark – dem Gelände der Bundesgartenschau von 1999 – statt. Im Juni war die amerikanische Rockband R.E.M. auf dem Domplatz zu Gast und ein internationales Figurentheaterfestival wurde gefeiert. Im Juli war Magdeburg Schauplatz des 9. Sachsen-Anhalt-Tages. Im August fand ein großer Zapfenstreich auf dem Domplatz statt. Im Herbst 2005 klangen die Feierlichkeiten zum Jubiläum mit dem Rathausfest und der Einweihung der Grünen Zitadelle von Magdeburg am 3. Oktober aus.